# Патонес

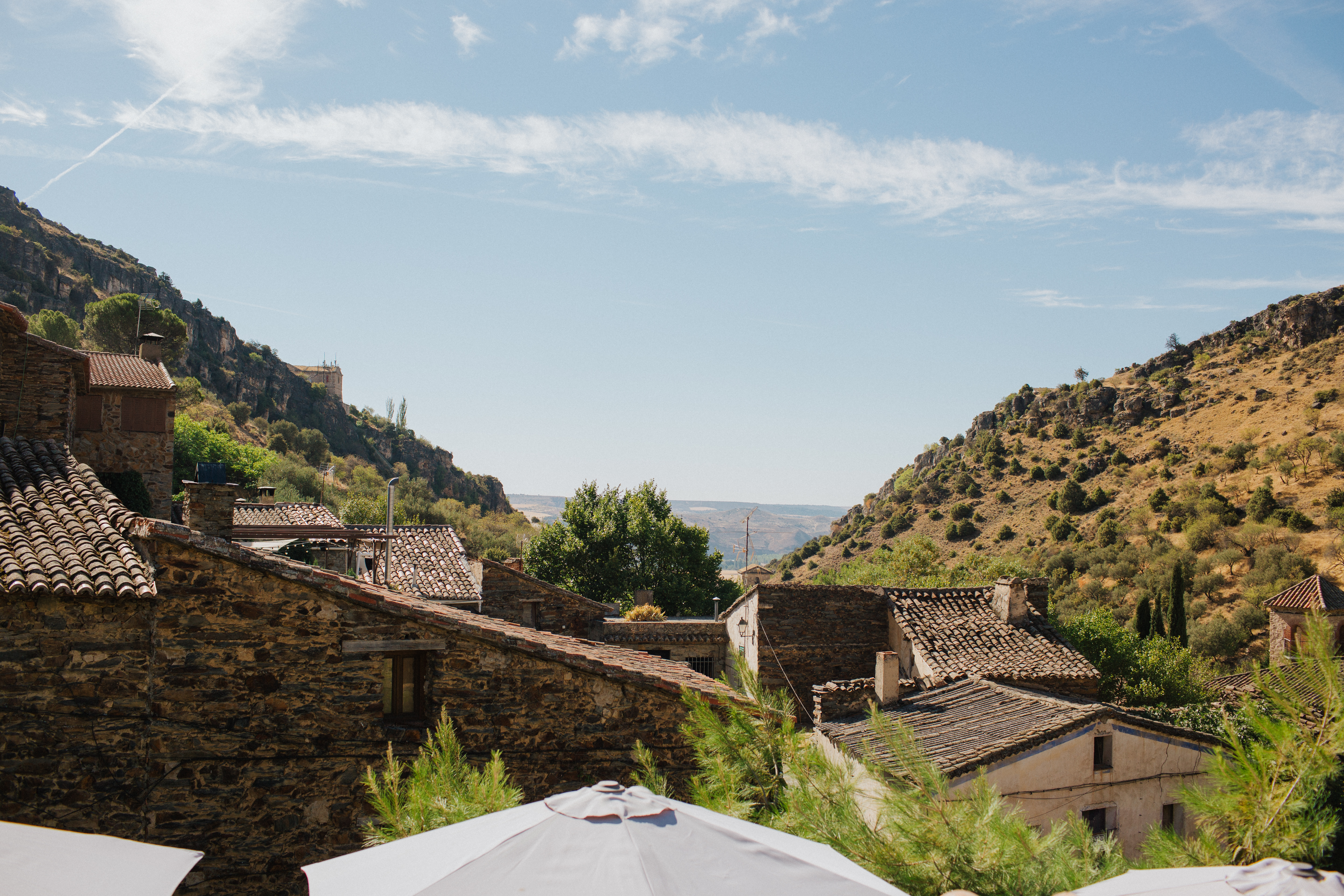
Вид на Патонес

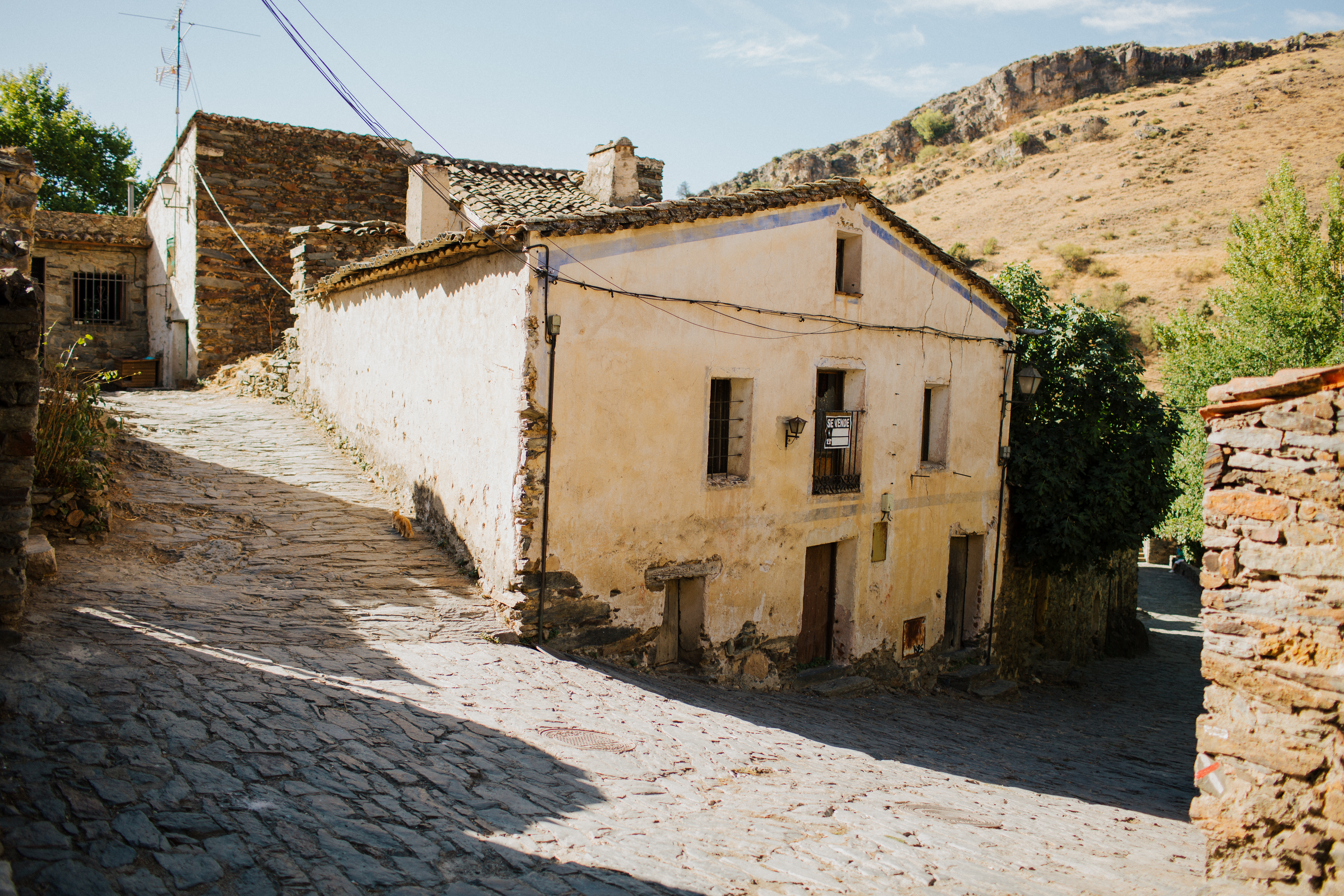
Ось як виглядають старі будівлі в Патонес.

Патонес (ісп. Patones) — муніципалітет в Іспанії, у складі автономної спільноти Мадрид. Населення — 494 особи (2010).
Муніципалітет розташований на відстані близько 50 км на північ від Мадрида.
На території муніципалітету розташовані такі населені пункти: (дані про населення за 2010 рік)
- Ембальсе-дель-Атасар: 0 осіб
- Патонес-де-Абахо: 462 особи
- Патонес-де-Арріба: 32 особи

## Демографія

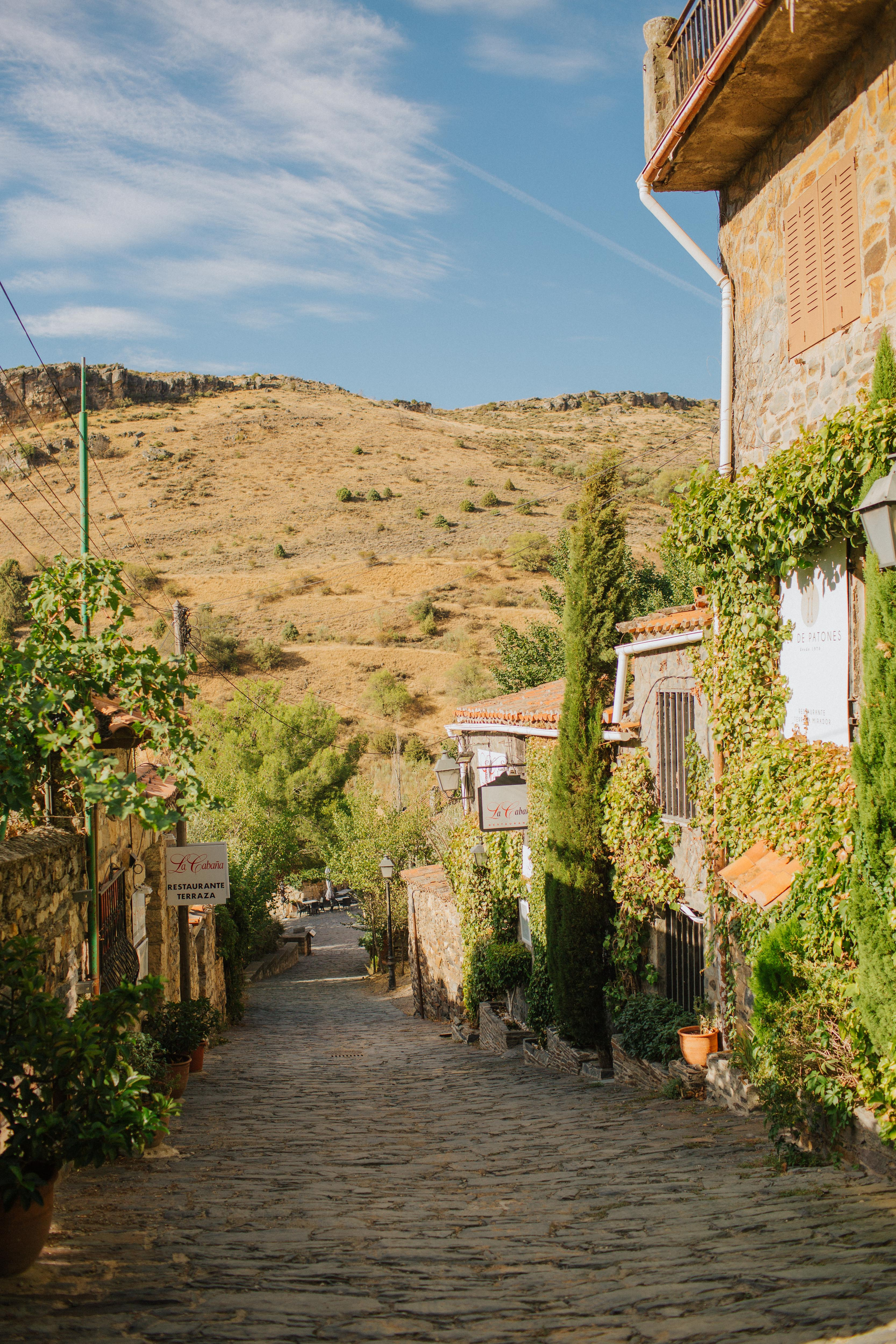
Вид на одну з вулиць в Патонес

Динаміка населення (INE ):

## Галерея зображень

Розташування муніципалітету у автономній спільноті Мадрид
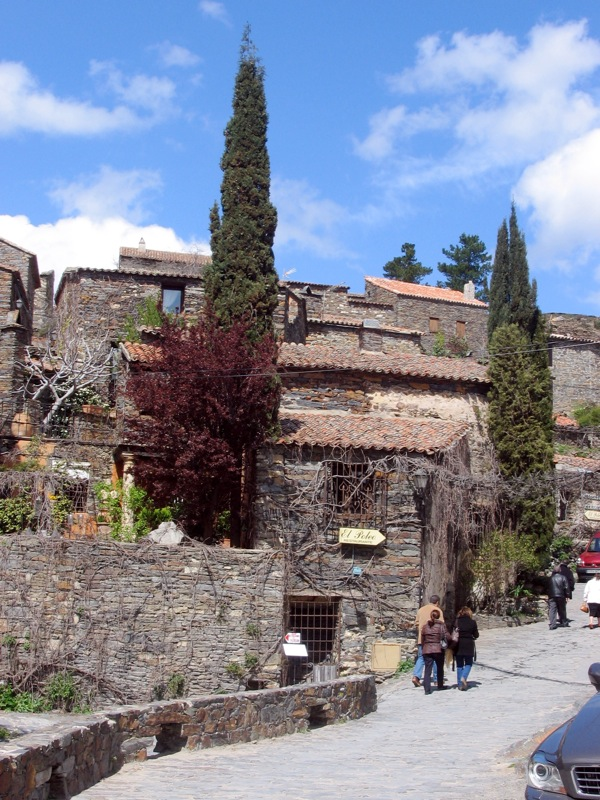
Патонес-де-Арріба